# Deltamys
Deltamys es un género de roedores cricétidos. Sus 2 especies habitan en pajonales inundables y bosques, tanto en el nivel del mar como en zonas serranas, en regiones templadas y templado-cálidas del centro-este de Sudamérica.  

## Taxonomía
Descripción original
Este género fue descrito originalmente en el año 1917 por el mastozoólogo británico Michael Rogers Oldfield Thomas, al describir también a un nuevo roedor (Deltamys kempi) capturado por Robert Kemp.
Etimología
Etimológicamente, el término genérico Deltamys significa 'ratón del delta'; es un topónimo que refiere a la región donde fue colectado el ejemplar tipo, el delta del río Paraná.
Subdivisión
Este género se compone de 2 especies formalmente descritas y una tercera aún por describir: 
- Deltamys araucaria Quintela,  Bertuol,  González,  Cordeiro-Estrela,  de Freitas &  Gonçalves 2017[3]
- Deltamys kempi Thomas, 1917[1]

Historia taxonómica
En las primeras décadas posteriores a su descripción, el género Deltamys fue considerado por algunos autores como un subgénero de Akodon mientras que otros reconocieron su categorización genérica. Su validez fue determinada tanto mediante rasgos morfológicos como genéticos.
Durante casi un siglo Deltamys fue considerado un género monotípico, con su única especie: Deltamys kempi, la que comprende un clado habitante de altitudes bajas y de cariotipo 2n = 37 en machos, 2n= 38 en hembras (con número fundamental FN= 38 en ambos sexos). Ya en el siglo XXI se publicó la existencia en la zona de Esmeralda (Planalto Meridional, Río Grande del Sur) de una segunda forma (la que para mediados del año 2017 aún no había sido descrita), con cariotipo 2n = 40 (con número fundamental FN= 40), y que representaba un segundo clado, con una distribución geográfica limitada a las tierras altas del sureste de Brasil. Los análisis filogenéticos, basados en la secuencia completa del gen mitocondrial del citocromo b, arrojaron hasta 12 % de divergencia genética entre ambos clados.
En 2017 se dio a conocer un tercer integrante del género (incluido en el clado de las tierras altas), describiéndolo formalmente con el nombre de Deltamys araucaria. Esta especie posee un cariotipo 2n = 34 y se distribuye en bosques montanos dominados por la araucaria brasileña (Araucaria angustifolia) en São Francisco de Paula (Planalto Meridional, Río Grande del Sur).

## Características y hábitos
Se trata de roedores de pequeño tamaño, con cráneo delicado y relativamente grande, patas y cola cortas, pelaje suave y ojos pequeños. Poseen una dieta omnívora y suelen ser presa de lechuzas.

## Distribución y hábitat
Las especies que lo integran viven en ambientes pantanosos, juncales, pajonales inundables, selvas en galería y bosques montanos, distribuyéndose en el estado de Río Grande del Sur (sur de Brasil), en gran parte del Uruguay y en el centro-este de la Argentina, en las provincias de: Entre Ríos —en el extremo sur— y Buenos Aires —en el nordeste—.